# Gökçedere, Demirözü
Gökçedere là một thị trấn thuộc huyện Demirözü, tỉnh Bayburt, Thổ Nhĩ Kỳ. Dân số thời điểm năm 2010 là 2.351 người.